# Атом Крэндолла
Атом Крэндолла — двухэлектронная задача, допускающая точное решение. Представляет собой электроны, движущиеся в гармоническом потенциале ядра при кулоновском отталкивании между ними. Рассмотрен в работе.

## Определение
Используя атомные единицы, постоянная Планка {\displaystyle \hbar =1}, масса {\displaystyle m=1}, гамильтониан, определяющий атом Крэндолла запишется в виде
{\displaystyle {\hat {H}}=-{\frac {1}{2}}(\nabla _{1}^{2}+\nabla _{2}^{2})+{\frac {\omega ^{2}}{2}}({\textbf {r}}_{1}^{2}+{\textbf {r}}_{2}^{2})+{\frac {\lambda }{({\textbf {r}}_{1}-{\textbf {r}}_{2})^{2}}}}
где r1, r2 — координаты для частиц с индексом 1 и 2, ω — чистота осциллятора, λ>0 — коэффициент электрон-электронного взаимодействия. Первые два слагаемых представляют собой операторы кинетической и потенциальной энергии для каждого электронов с индексами 1 и 2, а третье слагаемое — это электрон-электронный потенциал, который имеет силу обратную кубу расстояния между частицами.

## Решение
Энергия состояния равна
{\displaystyle E_{n,l,m}^{n',l',m'}={\frac {\omega }{2}}\left(5+4n+4n'+2l'+{\sqrt {1+4\lambda +4l(l+1)}}\right),}
а волновые функции
{\displaystyle \psi _{n,l,m}^{n',l',m'}(u,v)=e^{-{\frac {1}{2}}\omega ({\textbf {u}}^{2}+{\textbf {v}}^{2})}u^{'l}v^{a}L_{n'}^{l'+1/2}(\omega u^{2})L_{n}^{a+1/2}(\omega v^{2})Y_{l',m'}(\theta _{u},\phi _{u})Y_{l,m}(\theta _{v},\phi _{v}),}
где {\displaystyle a={\frac {1}{2}}({\sqrt {1+4\lambda +4l(l+1)}}-1),}, L — полиномы Лагерра, Y — сферические гармоники, и новые координаты {\displaystyle {\textbf {u}}=({\textbf {r}}_{1}+{\textbf {r}}_{2})/{\sqrt {2}},} {\displaystyle {\textbf {v}}=({\textbf {r}}_{1}-{\textbf {r}}_{2})/{\sqrt {2}}.}